# 奥莱尔多拉
奥莱尔多拉，是西班牙加泰罗尼亚巴塞罗那省的一个市镇。总面积30平方公里，总人口3626人（2013年），人口密度121人/平方公里。